# Hincksipora simplex
Hincksipora simplex är en mossdjursart som först beskrevs av Arnold Girard Kluge 1955.  Hincksipora simplex ingår i släktet Hincksipora och familjen Hincksiporidae. Inga underarter finns listade i Catalogue of Life.